# Кртина (Домжале)
Кртина (словен. Krtina) — поселення в общині Домжале, Осреднєсловенський регіон, Словенія. 
Висота над рівнем моря: 310,4 м.